# Aretin Corciovei
Aretin Corciovei (n. 8 septembrie 1930, București – d. 25 ianuarie 1992, București) a fost un fizician român, membru corespondent (din 1974) al Academiei Române.